# Zdzisława Donat
Zdzisława Donat (Poznań, 4 de Julho de 1936) é uma célebre soprano de coloratura polaca. Foi aluna de Gino Bechi.
Em 1964 ela fez sua estréia em Poznań como Gilda na ópera Rigoletto de Verdi e depois disso apareceu em muitas casas de óperas em volta do mundo, como em Toulouse, Helsinki, Warsaw, Moscou, Munique, Milão, Roma, Praga, Nápoles, Bruxélas, Viena (entre 1974 até 1979 em Die Zauberflöte e Lucia di Lammermoor), Salzburgo, Berlim, Hamburgo, Londres (de 1979 até 1983 como Rainha da Noite de Die Zauberflöte), Paris, Verona, Orange e Japão.
Donat fez sua estréia nos Estados Unidos em 1975 na Ópera de São Francisco como rainha da Noite com Kiri Te Kanawa e Alan Titus. Em 1981 fez sua estréia no Metropolitan Opera no mesmo papel com Lucia Popp. Ela retornou para o met em 1987 em uma produção de John Dexter.
Em 1980 ela gravou Die Zauberflöte com Ileana Cotrubas, Eric Tappy, Christian Boesch, José va Dam e Martti Talvela, conduzidos por James Levine.
Outras óperas em que ela apareceu foram Don Pasquale, Il barbiere di Siviglia, La sonnambula, I puritani, La traviata, Falstaff, Un ballo in maschera, Les contes d'Hoffmann, Siegfried, Le coq d'or, I Capuleti e i Montecchi e King Roger.
Em 2009 ela foi nomeada Professora Heméritus da Universidade de Música Frédéric Chopin